# Außeregg (Gemeinde St. Veit in Defereggen)
Außeregg ist ein Weiler der Fraktion Görtschach in der Gemeinde St. Veit in Defereggen im Defereggental (Osttirol).

## Geographie
Außeregg liegt in rund 1.445 Metern Höhe und an den Südabhängen des Donnersteins bzw. dessen Südostgrats Kapaun. Damit befindet sich der Ort rund 200 Meter über dem Talboden der Schwarzach. Er wird im Westen durch den Frözbach von der Ortschaft Ratschitsch getrennt, östlich verläuft der Talbach. Erreichbar ist Außeregg über die Sankt Veiter Straße (L358), die von der Defereggentalstraße abzweigt und über Görtschach zum Dorf St. Veit führt. Der Weiler umfasst im oberen, nördlichen Teil die vier Hofstellen Kolmis (Görtschach 22), Praster (Görtschach 24), Troger (Görtschach 25) und Hanser (Görtschach 29). Südöstlich schließen sich fünf weitere Wohngebäude (Görtschach 30, 43, 46, 54 und 57) an.

## Geschichte
In Außeregg lagen Ende des Mittelalters zwei Schwaigen (Urhöfe). Die Strohmayerschwaige unterstand der Grundherrschaft des Dominikanerklosters Lienz, die Schmölzerschwaige dem Schloss Bruck in Lienz. Hinzu kam als Neurodung die Plattenraut, die ebenfalls dem Schloss Bruck unterstand. Am 16. Oktober 1883 brannte Außeregg fast komplett nieder. Insgesamt 18 Häuser wurden vernichtet, ebenso wie die Futter- und Getreidevorräte sowie der Großteil des Mobiliars.
Außeregg wurde lange Zeit bei Volkszählungen nicht extra ausgewiesen, sondern bei Görtschach eingerechnet. Erst 1923 wird Außeregg mit neun Häusern und 63 Einwohnern separat verzeichnet. Im Jahr 1951 waren es nur noch 34 Personen in vier Häusern, 1961 34 Menschen in vier Häusern. 1981 waren es 35 Menschen in sieben Häusern. Seit 1991 wird die Bevölkerung von Außeregg nicht mehr gesondert ausgewiesen.

## Bauwerke und sakrale Kunst
Durch seine Lage oberhalb des Weilers Außeregg überstand nur der Bauernhof Kolmis den Großbrand im Jahr 1883. Es handelt sich hierbei um einen kleinen Paarhof, wobei die Bebauung der Hofstelle erstmals urkundlich 1779 belegt ist. Das zweigeschoßige Wohngebäude hat einen traufseitig erschlossenen Seitenflurgrundriss und wurde vermutlich im 18. Jahrhundert errichtet. Der Kantblockbau mit Blockpfettendach wurde über einem talseitig unterkellerten Mauerfundament errichtet und besitzt südlich eine vierachsige Giebelfassade sowie in beiden Geschoßen zweiseitig umlaufende Söller. Das ursprünglich nördlich des Wohnhauses gelegene, doppelgeschoßige Wirtschaftsgebäude stammte vermutlich aus dem 18. Jahrhundert, wurde jedoch nach 1992 abgetragen.
In Außeregg bestehen keine sakralen Bauwerke, jedoch mehrere Weg- und Hauskreuze. An der Abzweigung der Sankt Veiter Straße (L358) zwischen Görtschach und Ratschitsch nach Außeregg befindet sich in der Hangsicherungsmauer ein Wegkreuz unter brettergedecktem Satteldach mit überlebensgroßem Corpus im Viernageltypus. Westlich des Hauses Görtschach 43 findet sich ein Wegkreuz in geschlossenem Bretterkasten aus der zweiten Hälfte des 20. Jahrhunderts, dass einen vollplastischen Corpus im Dreinageltypus zeigt. Bei der Hofstelle Praster finden sich zudem ein Weg- und ein Hauskreuz. Das Wegkreuz in geschlossenem Bretterkasten aus der zweiten Hälfte des 20. Jahrhunderts zeigt einen Corpus im Viernageltypus, das Hauskreuz ist wesentlich älteren Datums. Es wurde bereits 1859 kartografisch erfasst und stammt wohl aus der zweiten Hälfte des 18. Jahrhunderts. Es befindet sich an der Südfassade des Wohnhauses und zeigt einen vollplastischen Corpus im Dreinageltypus unter brettergedecktem Satteldach.